# إديث بليس
إديث بليس (بالإنجليزية: Edith Bliss)‏ هي مغنية ومقدمة تلفزيونية أسترالية، ولدت في 28 سبتمبر 1959 في بريزبان في أستراليا، وتوفيت في 3 مايو 2012 في سيدني في أستراليا بسبب سرطان الرئة.

## وصلات خارجية
- إديث بليس على موقع IMDb (الإنجليزية)
- إديث بليس على موقع ميوزك برينز (الإنجليزية)
- إديث بليس على موقع ديسكوغز (الإنجليزية)